# Renée Gailhoustet

Edificios en la avenida Gosnat, Ivry-sur-Seine

Renée Gailhoustet (Orán, 15 de septiembre de 1929-Ivry-sur-Seine, 4 de enero de 2023) fue una arquitecta y urbanista francesa, trabajó durante cuarenta años canalizando su compromiso social en la reformulación de la vivienda colectiva. Influenciada por las ideas del Team X, lideró la renovación de la ciudad Ivry-sur-Seine. Su gran aporte a la arquitectura y el urbanismo de los años sesenta estuvo en la promulgación de la diversidad de usos, rechazando explícitamente los principios de separación de funciones reinantes en los grandes conjuntos habitacionales de la época.

## Formación
Renée Gailhoustet cursó estudios literarios en la Sorbona de París donde obtuvo una licenciatura en Letras. En 1952 ingresó en la l’Ecole Nationale des Beaux-Arts de París y se unió al taller de Marcel Lods, André Hermant y Henri Trezzini, el único en ese momento que aceptaba estudiantes mujeres. Allí conoció a Jean Renaudie con quien tuvo una relación que duró hasta 1968 y con quien tuvo dos hijas. Durante el transcurso de su carrera universitaria, ambos militaron en las Juventudes del Partido Comunista Francés.
En 1958 dejó este taller para integrar el de Jean Faugeron y en 1961 obtuvo su diploma como arquitecta con un tema que por aquel entonces era una rareza: la vivienda colectiva de interés social.

## Trayectoria
En 1964 fundó su propia oficina de arquitectura y colaboró en la planificación de varios municipios parisinos. También fue nombrada Arquitecta Consultora de Estado para el departamento de Nièvre.
Comenzó su actividad laboral en la Oficina de Planificación y Construcción de Seine-et-Oise bajo la dirección de Roland Dubrulle, en donde participó desde 1962 en el estudio para la renovación de Ivry-sur-Seine.
En 1969 asumió el puesto de Arquitecta Jefe de esta localidad para poner en marcha el proyecto de renovación del centro de Ivry e invitó a Jean Renaudie a participar en el proyecto, quien dejó ese mismo año el Atelier Montrouge fundado 10 años antes y desde donde desarrolló innovadoras teorías basadas en un urbanismo de la complejidad.
Gailhoustet diseñó para Ivry las torres Raspail, Lenine, Jeanne-Hachette y Casanova, el complejo de Spinoza y las construcciones de viviendas adosadas Le Liégat y Marat. Este proyecto de gran escala se extendió hasta mediados de 1980 está hoy catalogado como Patrimoine du XXe siècle. La construcción de las torres Raspail y Lenine en 1968 y 1970 formaron el primer hito en el programa de la ambiciosa renovación realizado por el Programa Público HLM –Habitation à Loyer Modéré– una política pública de Vivienda de renta controlada que el estado francés creó en 1950 para dar solución a la escasez de viviendas y a la creciente natalidad que siguió a la Segunda Guerra Mundial.
Las propuestas integrales de Renée Gailhoustet se desarrollaron y ejecutaron a lo largo de cuarenta años y correspondieron principalmente a operaciones de vivienda social. La mayoría de ellas se encuentran en los suburbios de París, sobre todo en Ivry-sur-Seine y Aubervilliers, pero también en Saint-Denis, Villejuif, Romainville y Villetaneuse.
Destaca también el desarrollo del barrio de La Maladrerie en Aubervilliers, terminado en 1984. Desarrolló además dos estudios urbanos para el municipio comunista de la isla de La Réunion.
Gailhoustet estuvo influenciada por los conceptos rupturistas del Team X, por las ideas de Georges Candilis, Alexis Josic y Shadrach Woods con quienes trabajaba, y también por las reflexiones inéditas de Jean Renaudie. Defendió una vivienda colectiva de interés social que apuesta por hacer ciudad mediante la diversidad tipológica y de equipamientos, servicios comunes, espacios públicos y comercios: una planificación de usos mixtos que favoreciera los encuentros, los intercambios y el bienestar. Su arquitectura se caracterizó por la construcción aterrazada, las plantas bajas destinadas a comercios, las viviendas en dúplex con tratamiento de medios niveles, grandes aperturas, espacios poco convencionales determinados por trayectos y fachadas, ocupación de las azoteas, terrazas jardín y una exploración formal del uso del hormigón armado.
Gailhoustet desempeñó actividad docente por un corto tiempo en la l’Ecole Spéciale d’Architecture desde 1973 a 1975. En 1993 publicó el libro Eloge du logement (Elogio de la vivienda) en el que hizo un recorrido por su obra y en 1998 Des racines pour la ville (Raíces para la ciudad).
Cerró su oficina en 1999 y se trasladó a vivir en una de los miles de viviendas sociales promovidas por ella misma.
En 2018 obtuvo la medalla de honor de la Academia de Arquitectura de Francia.